# اورلندو سیرولا
 اورلندو سیرولا (انگلیسی: Orlando Sirola؛ زاده ۳۰ آوریل ۱۹۲۸ درگذشته ۱۳ نوامبر ۱۹۹۵) یک تنیس‌باز اهل ایتالیا بود.